# Openbaarheid
Openbaarheid, ook wel publiciteit, is het algemeen bekend of toegankelijk zijn, zowel van informatie als andere diensten zoals openbaar vervoer, of slaat op de toestand van informatie die uitgebracht is, geopenbaard of gepubliceerd.
Het begrip neemt binnen communicatiewetenschap een belangrijke centrale plaats in. Het onderzoeksobject van communicatiewetenschap is massacommunicatie, ook wel openbare communicatie. Het begrip is verwant aan het Duitse begrip Öffentlichkeit, wat ruimer is dan het Nederlandse begrip. De letterlijke Nederlandse betekenis van het woord openbaarheid is het algemeen bekend of toegankelijk zijn. Stappers, Reijnders en Möller (1990:102) vinden dit te beperkt en geven een ruimere betekenis: "Het omvat zowel gedachten en ideeën als de personen die die gedachten hebben en uitwisselen, als een proces van uitwisseling".

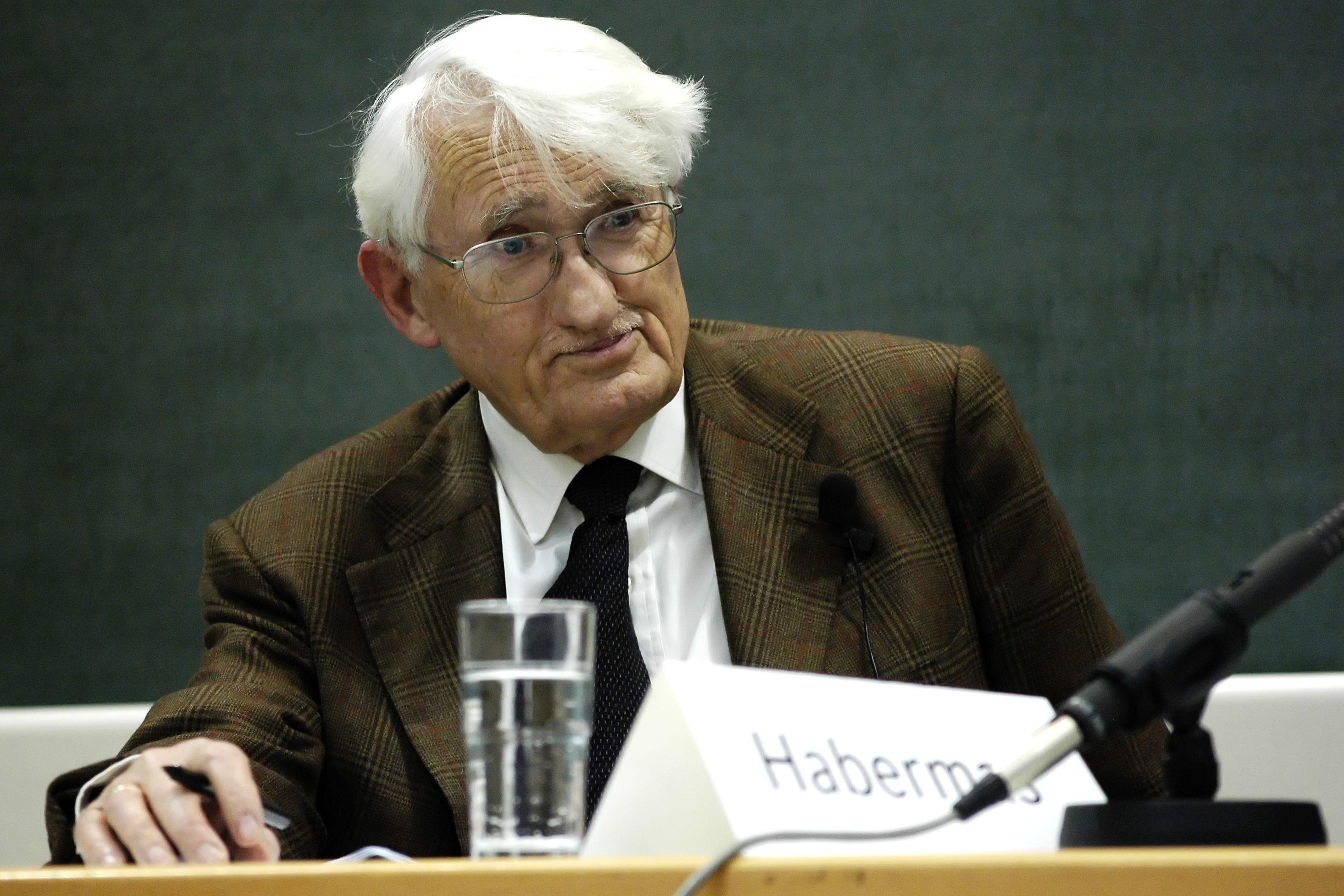
Jürgen Habermas

Jürgen Habermas publiceerde in 1962 Strukturwandel der Öffentlichkeit waarin hij de laatste eeuwen van de West-Europese geschiedenis analyseerde en kwam tot een ideaaltype van 'openbaarheid', het liberale openbaarheidsmodel (zie Stappers et al., 1990). Habermas wordt gerekend tot de tweede generatie van de Frankfurter Schule, een stroming die zich bezighoudt met de zogeheten kritische theorie. 
Habermas' artikel Öffentlichkeit (ein Lexikonartikel), dat verscheen in 1964, is te beschouwen als een gecondenseerde weergave van het liberale openbaarheidsmodel zoals dat in Strukturwandel der Öffentlichkeit werd behandeld. Habermas definieert het begrip Öffentlichkeit als een domein in ons maatschappelijke leven waarin zich zoiets als een openbare mening kan vormen. Bij de verdere uitwerking komen drie belangrijke elementen naar voren:
- De openbare sfeer - Een domein in ons maatschappelijk leven waar een openbare mening gevormd kan worden;
- Het toegankelijke van de openbare sfeer - Een vrije toegang voor alle burgers en privépersonen, en de vrijheid om zich tot een publiek te verzamelen. Bij een groot publiek kan gebruik worden gemaakt van openbare media, waardoor de privépersonen ongehinderd door tijd en plaats een publiek kunnen vormen;
- Het discussiërende publiek - In het door privépersonen gevormde publiek wordt gediscussieerd over zaken die van algemeen belang zijn. Als het samengekomen publiek in de sfeer tussen de private autonomie en de staat discussieert over zaken die betrekking hebben op het handelen van de staat, dan spreekt Habermas van politieke openbaarheid.